# Pomnik Friedricha Ludwiga Jahna w Białej
Pomnik Friedricha Ludwiga Jahna w Białej (niem. Jahn-Denkmal) – pomnik niemieckiego teoretyka gimnastyki i propagatora ćwiczeń gimnastycznych Friedricha Ludwiga Jahna, uznawanego za „Ojca” (niem. Turnvater Jahn) gimnastyki sportowej, usytuowany w mieście Biała (ówcześnie niem. Zülz), leżącym w powiecie prudnickim (województwo opolskie).

## Opis
W kwietniu 1913 roku Męskie Towarzystwo Gimnastyczne w Białej wystąpiło z inicjatywą postawienia pomnika Friedricha Ludwiga Jahna, powołując komitet organizacyjny. Odsłonięcie pomnika nastąpiło 27 czerwca 1914 roku. Monument wykonał kamieniarz o nazwisku Görlich. Pomnik ustawiono na niewielkim pagórku obłożonym kamieniami, na których niegdyś widoczne były wyryte napisy. Pomnik wykonano w kształcie bloku kamiennego, pośrodku którego umieszczono brązowy relief z popiersiem Jahna. Poniżej widnieje napis Frdr. Lud. Jahn., a powyżej godło ruchu gimnastycznego – cztery stylizowane litery F, ułożone w kształcie krzyża. Znaczą one: frisch (świeży), fromm (pobożny), froh (wesoły) i frei (wolny). Na tylnej stronie znajduje się napis: Zur Erinnerung / an eine grosse Zeit / 1813/14 1914 (Na pamiątkę ważnych wydarzeń 1813/14 1914). Upamiętnia on okres wojen wyzwoleńczych z Napoleonem i rok postawienia pomnika. Pomnik w Białej zachował się do dzisiaj jako jedyny spośród monumentów ku pamięci Jahna na pruskim Śląsku. Usytuowany jest w pobliżu cmentarza żydowskiego. Poddany został renowacji, co upamiętnia metalowa tabliczka poniżej popiersia. Umieszczono na niej tekst: RESTAURACJA POMNIKA ZOSTAŁA WYKONANA Z POMOCĄ FINANSOWĄ REPUBLIKI FEDERALNEJ NIEMIEC / DIE RESTAURIERUNG DES DENKMAL ERFOLGTE MIT FINANZIELLER HILFE DER BUNDESREPUBLIK DEUTSCHLAND.